# Крутов Роман Васильович
Роман Васильович Крутов (1903, місто Саратов, тепер Російська Федерація — жовтень 1987, місто Вінниця) — радянський діяч органів державної безпеки, полковник.

## Біографія
Народився в бідній селянській родині. У дитячі роки втратив батьків, виховувався в прийомній родині. З травня 1917 року працював у господарстві прийомних батьків у селі Івановка Саратовського повіту.
У 1918 році закінчив шестикласне училище в селі Івановка Саратовського повіту, а в 1921 році — два класи школи 2-го ступеня в Івановці. У 1919 році вступив до комсомолу.
У вересні 1922 — липні 1923 року — слухач Саратовської губернської партійної школи.
У липні 1923 — жовтні 1924 року — завідувач молочної ферми радгоспу Саратовської губернської ради народного господарства в селі Разбойщино Саратовського повіту, обирався секретарем комсомольської організації радгоспу.
У жовтні 1924 — жовтні 1925 року — секретар волосного комітету комсомолу (РКСМ) Саратовського повіту.
У жовтні 1925 — травні 1928 року — член бюро і завідувач обліку Саратовського повітового комітету ВЛКСМ.
Член ВКП(б) з жовтня 1927 року.
У травні — серпні 1928 року — секретар Сіненьковського волосного комітету ВЛКСМ Саратовського повіту.
У серпні 1928 — січні 1929 року — завідувач обліково-розподільчого відділу виконавчого комітету Нижньо-Волзької крайової ради.
У січні 1929 — 25 липня 1930 року — помічник уповноваженого Повноважного представництва ОДПУ по Нижньо-Волзькому краю.
15 серпня 1930 — 1 липня 1932 року — начальник відділення Урюпинського оперативного сектора ДПУ.
1 липня 1932 — червень 1934 року — оперативний уповноважений Повноважного представництва ОДПУ по Нижньо-Волжському (з 15 лютого 1934 року по Сталінградському) краю.
У липні 1934 — жовтні 1937 року — начальник відділення відділу Управління державної безпеки (УДБ) по Сталінградському краю, начальник II-го відділення V-го відділу УДБ НКВС по Сталінградському краю.
15 січня — 4 березня 1938 року — начальник відділення III-го відділу УДБ НКВС Української РСР.
4 березня — 29 серпня 1938 року — заступник начальника Управління НКВС УРСР по Кам'янець-Подільській області.
29 серпня 1938 — 11 березня 1939 року — в. о. начальника відділу кадрів НКВС Української РСР.
11 березня — 6 вересня 1939 року — заступник начальника Управління НКВС УРСР по Миколаївській області.
6 вересня — 1 грудня 1939 року — начальник Управління НКВС УРСР по Волинському воєводству (Луцькій області).
1 грудня 1939 — 1 березня 1941 року — начальник Управління НКВС УРСР по Ровенській області.
З березня по серпень 1941 року — начальник II управління НКДБ Української РСР. На початку німецько-радянської війни потрапив в оточення, незабаром вийшов до радянських військ.
30 січня — вересень 1942 року — заступник народного комісара внутрішніх справ Української РСР із кадрів.
З вересня 1942 по квітень 1943 року перебував у розпорядженні НКВС СРСР.
У травні 1943 — березні 1944 року — заступник начальника Управління НКДБ СРСР по Саратовській області.
10 березня — 1 червня 1944 року — начальник Управління НКДБ Киргизької РСР по Джалал-Абадській області.
1 червня 1944 — 20 серпня 1946 року — начальник Управління НКДБ (МДБ) Киргизької РСР по Ошській області.
20 серпня 1946 — червень 1947 року — в.о. начальника Управління МДБ УРСР по Станіславській області.
3 грудня 1947 — 1 вересня 1952 року — помічник начальника Управління МДБ УРСР по Сталінській області.
24 вересня 1952 — 16 березня 1953 року — начальник відділу «В» Управління МДБ УРСР по Сталінській області.
30 березня — 30 вересня 1953 року — заступник начальника Управління МВС УРСР по Вінницькій області.
30 вересня 1953 — 10 квітня 1954 року — начальник VII-го відділу Управління МВС УРСР по Вінницькій області.
З квітня 1954 року — у відставці, на пенсії в місті Вінниці.
Помер у жовтні 1987 року в місті Вінниці.

## Звання
- лейтенант державної безпеки (22.03.1936)
- старший лейтенант державної безпеки (20.05.1938)
- капітан державної безпеки (6.11.1939)
- майор державної безпеки (22.01.1942)
- полковник (14.02.1943)
- підполковник (на 1949)

## Нагороди
- орден Червоного Прапора
- орден Вітчизняної війни І ст. (29.10.1948)
- три ордени Червоної Зірки (26.04.1940, 3.11.1944, 24.08.1949)
- медалі
- знак «Почесний працівник ВЧК-ОДПУ (XV)» (23.08.1937)